# Scrophularia tagetifolia
Scrophularia tagetifolia är en flenörtsväxtart som beskrevs av Pierre Edmond Boissier och Hausskn.. Scrophularia tagetifolia ingår i släktet flenörter, och familjen flenörtsväxter. Inga underarter finns listade i Catalogue of Life.